# Гераськин, Дмитрий Семёнович
Дмитрий Семёнович Гераськин (1911, Монастырщино, Тульская губерния — 23 сентября 1943, Каневский район, Киевская область) — сержант Рабоче-крестьянской Красной Армии, участник Великой Отечественной войны, Герой Советского Союза (посмертно, 1943).

## Биография
Дмитрий Гераськин родился в 1911 году в селе Монастырщино (ныне — Кимовский район Тульской области) в крестьянской семье. Получил начальное образование, после чего работал в колхозе. В 1941 году Гераськин был призван на службу в Рабоче-крестьянскую Красную Армию. С того же года — на фронтах Великой Отечественной войны. К сентябрю 1943 года сержант Дмитрий Гераськин командовал отделением 69-й механизированной бригады 9-го механизированного корпуса 3-й гвардейской танковой армии Воронежского фронта. Отличился во время битвы за Днепр.
В ночь с 21 на 22 сентября 1943 года Гераськин одним из первых в своём подразделении переправился через Днепр. Его отделение сумело выбить противника с занимаемой тем высоты и пулемётным огнём прикрыть переправу всей роты. В боях на плацдарме на западном берегу реки отделение Гераськина уничтожило несколько десятков солдат и офицеров противника. Во время дальнейшего наступления при освобождении сёл Зарубинцы, Григоровка, Луковицы Каневского района Черкасской области Украинской ССР отделение уничтожило около 50 немецких солдат и офицеров. Гераськин принимал непосредственное участие во всех боях. 23 сентября 1943 года он погиб в бою. Похоронен в братской могиле в селе Григоровка.
Указом Президиума Верховного Совета СССР от 17 ноября 1943 года за «мужество, отвагу и героизм, проявленные в борьбе с немецкими захватчиками» сержант Дмитрий Гераськин посмертно был удостоен высокого звания Героя Советского Союза. Также был награждён орденом Ленина и медалью.